# Black Rock Shooter
Black Rock Shooter (ブラック★ロックシューター?, Burakku Rokku Shūtā) è un OAV del 2010 prodotto dallo studio Ordet e diretto da Shinobu Yoshioka. L'OAV è basato sul brano musicale omonimo del gruppo Supercell, che figura l'utilizzo del vocaloid Hatsune Miku. ed il relativo video musicale creato con delle illustrazioni realizzate dall'artista Huke e postato sul sito di video sharing Nico Nico Douga. Il compositore Ryo ed Huke, entrambi membri dei Supercell, hanno successivamente collaborato al progetto dell'anime. Il Blu-ray disc ed il DVD sono stati pubblicati il 24 luglio 2010 con i sottotitoli in sette lingue. Una serie televisiva anime di Black Rock Shooter è stata trasmessa nel blocco NoitaminA di Fuji TV dal febbraio 2012 al marzo 2012. I diritti della serie TV sono stati acquistati in Italia da Dynit, che l'ha distribuita nell'autunno 2012. Una nuova serie televisiva anime intitolata Black Rock Shooter: Dawn Fall è andata in onda da aprile a giugno 2022.

## Trama
Al suo primo giorno di scuola Mato Kuroi stringe amicizia con Yomi Takanashi, appena trasferitasi in città. Le due nel corso dell'anno scolastico diventano inseparabili al punto di iscriversi una al club di pallavolo e l'altra al club di basket, pur di stare nella stessa palestra. L'anno seguente però le due ragazze finiscono in due classi differenti e Yomi inizia a provare gelosia nei confronti di Mato che passa la maggior parte del proprio tempo con la compagna di club e di classe Yuu. Yomi però improvvisamente sparisce nel nulla, senza lasciare alcuna traccia di sé facendo cadere Mato nella depressione.
Un giorno però Mato riceve un SMS vuoto dall'amica, ed impulsivamente si reca nel loro angolo preferito in città, dove trova un ciondolo per telefono cellulare che aveva regalato a Yomi tempo prima. Il ciondolo inizia a brillare e trasporta Mato in una dimensione parallela in cui incontra una strana ragazza chiamata Black Rock Shooter. Nella disperata ricerca di Yomi, Mato si fonde con Black Rock Shooter ed è costretta a combattere con Yomi, che è stata posseduta da un demone chiamato Dead Master. Il combattimento fra Black Rock Shooter e Dead Master era stato mostrato attraverso dei flashback nel corso dell'intero anime. Black Rock Shooter riesce a liberare Yomi, e sconfiggere Dead Master. Quando le due ragazze tornano nel loro mondo, si rendono però conto che Yuu ha assunto un comportamento strano.

## Personaggi
Black★Rock Shooter (ブラック★ロックシューター?, Burakku Rokku Shūtā)
Doppiata da: Kana Hanazawa (OAV, anime 2012), Yui Ishikawa (anime 2022), Maaya Sakamoto (videogioco) (ed. giapponese), Ludovica Bebi (anime 2012), Letizia Ciampa (anime 2022) (ed. italiana).
Black Rock Shooter, conosciuta come BRS o Rock, è il personaggio protagonista dell'anime. È mostrata con i capelli raccolti in due codini e due cicatrici sul petto. Il suo occhio sinistro è spesso infuocato dalla cometa blu. È dotata di un cannone e di una katana. Benché il suo aspetto sia identico in ogni sua incarnazione, la sua storia cambia notevolmente. Nella storia dell'OAV abita nell'altro mondo e si fonde con Mato per salvare Yomi che era stata posseduta da Dead Master. In Innocent Soul, abita nel mondo di Hazama, un luogo a metà fra il Paradiso e la Terra, ed ha il compito di purificare le anime rimaste intrappolate fra i due mondi. Nel videogioco, è un cyborg risvegliatasi nell'anno 2051, nel bel mezzo di una guerra fra gli umani e gli alieni. Si tratta di una creazione del Dr. Gibson, il cui vero nome è Stella (ステラ?, Sutera), ed è un clone dell'originale White Rock Shooter, nemica da sempre di Black Rock Shooter.
Dead Master (デッドマスター?, Deddo Masutā)
Doppiata da: Miyuki Sawashiro (OAV, anime 2012), Saori Hayami (anime 2022) (ed. giapponese), Veronica Puccio (anime 2012), Erica Necci (anime 2022) (ed. italiana).
Dead Master è l'alter ego di Yomi Takanashi, nonché l'antagonista principale che compare nell'OAV e nel manga Innocent Soul. Ha un look assimilabile a quello della moda Gothic Lolita, consistente in un vestito con bolero e leggings neri. È inoltre dotata di due lunghe corna fatte di vertebre e di una falce, la "Dead Scythe". Possiede mani scheletriche, dotate di artigli lunghi e verdognoli. Spara delle catene, un'altra arma utilizzata da Dead Master sono due teschi, mentre nella serie anime dispone di un intero esercito di scheletri in armatura.
Strength (ストレングス?, Sutorenguto)
Doppiata da: Kana Asumi (OAV, anime 2012), Megumi Han (anime 2022) (ed. giapponese), Emanuela Ionica (anime 2012), Rossa Caputo (anime 2022) (ed. italiana).
Strength, conosciuta anche come STR, è l'alter ego di Yu Kotari. A differenza del suo alter ego umano, ha i capelli bianchi e indossa un completo nero con cappuccio che arriva a coprirle la bocca. È dotata di una coda fatta di vertebre e combatte con due enormi bracci meccanici, gli "Ogre Arms". Nell'OAV fa solo una breve apparizione, mentre nell'anime compare per ben due volte, mentre getta in un precipizio il cadavere di Chariot e mentre cerca di difendere Black Gold Saw da Insane Black★Rock Shooter. Nell'anime, verso la fine, si scoprirà che la Yu che Mato conosce in realtà è Strenght, che anni prima, si era scambiata con STR ed era scesa nel Mondo Parallelo.
Black★Gold Saw (ブラック★ゴールドソー?, Burakku Gorudo So)
Doppiata da: Mamiko Noto (ed. giapponese), Rachele Paolelli (ed. italiana).
Black Gold Saw è una ragazza con gli occhi rossi e lunghi capelli neri, dotata di un paio di corna ricurve simili a quelle di un toro e di due mani scheletriche e artigliate. Il suo vestito è simile a quello di Black★Rock Shooter, fatta eccezione per la sua giacca, che si estende in un logoro mantello, e la parte superiore del bikini. Combatte con una grossa spada dalla lama dorata, chiamata "King Saw". Nell'anime, troviamo tra le sue abilità l'alterazione spazio-temporale dell'Altro Mondo, la telecinesi sulla King Saw e l'evocazione (di solito tramite un annaffiatoio) di figure incappucciate, tra cui l'alter ego di Arata Kohata che viene poi uccisa da BRS. Il suo nome è ignoto. Fa una breve apparizione all'inizio dell'OAV, mentre nell'anime la sua storia viene più approfondita, in cui ella è l'alter ego di Saya Irino.
Mato Kuroi (黒衣 マト?, Kuroi Mato)
Doppiata da: Kana Hanazawa (ed. giapponese), Ludovica Bebi (ed. italiana).
Mato è la protagonista nel mondo degli umani. Ama il basket per il quale ha un grande talento, nonostante la bassa statura, ed appena inizia le scuole medie si iscrive al relativo club. Fa amicizia con Yomi Takanashi, che diverrà la sua migliore amica, al suo primo giorno di scuola, anche se passa molto tempo anche con Yu, sua compagna al club di basket. Vive con suo fratello minore Hiro e con sua madre, ed ha una affinità con gli oggetti che hanno impresso una qualche forma di stella, come si può intuire dalla sua stanza e dal suo abbigliamento.
Yomi Takanashi (小鳥遊 ヨミ?, Takanashi Yomi)
Doppiata da: Miyuki Sawashiro (ed. giapponese), Veronica Puccio (ed. italiana).
Yomi è la migliore amica di Mato, una ragazza silenziosa e gentile, con un talento per l'arte. Dopo aver vissuto a lungo in Germania, ritorna a vivere in Giappone e stringe amicizia con Mato, ma soffre di gelosia per il rapporto che questa ha con Yu. È proprio per via di questo sentimento di gelosia che in tutte le versioni della storia, Yomi viene posseduta da Dead Master. Nell'anime vive anche un rapporto alquanto complicato con Kagari, sua amica d'infanzia totalmente dipendente da lei.
Yu Kotari (神足 ユウ?, Kōtari Yū)
Doppiata da: Kana Asumi (ed. giapponese), Emanuela Ionica (ed. italiana).
Yu è una ragazza socievole ed allegra. Nell'OAV inizialmente lei e Mato frequentano due classi diverse, ma nel secondo anno saranno nella stessa. Nell'anime, invece, le due ragazze sono già amiche dall'infanzia. Nell'OAV è estremamente possessiva nei confronti di Mato.

### Personaggi presenti nell'anime
Chariot (チャリオット?, Chariotto)
Doppiata da: Eri Kitamura (ed. giapponese), Eva Padoan (ed. italiana).
Chariot è l'alter ego di Kagari Izuriha. Si presenta come una ragazza dalla pelle pallida e dai lunghi capelli biondi, che indossa un abito a toni bianchi e neri e una corona nera e appuntita (simile a quella di SZZU nel gioco Black Rock Shooter: The Game) sulla testa. Come calzature indossa degli stivali metallici con all'estremità delle ruote, che possono essere utilizzate sia per muoversi velocemente sia per attaccare. Tra le sue armi troviamo una spada e un enorme ragno meccanico dotato di grandi ruote e di braccia. Nell'anime spara macaroons giganti. Combatte all'inizio della serie con Black★Rock Shooter, venendo infine decapitata. Il suo cadavere verrà poi gettato da Strenght da un precipizio.
Insane Black★Rock Shooter (インセインブラック★ロックシューター?, Insein Burakku Rokku Shuutaa)
Doppiata da: Kana Hanazawa (ed. giapponese), Ludovica Bebi (ed. italiana).
Altra forma di Black★Rock Shooter, che fa la sua apparizione nell'anime. Rispetto a Black★Rock Shooter, Insane Black★Rock Shooter ha gli occhi viola, e la cometa dello stesso colore che brucia sul suo occhio sinistro. Il suo vestito è una armatura nera, che copre il torace, le braccia e le gambe. Appare quando Black★Rock Shooter, fusa con Mato, uccide Dead Master, e il trauma scatenato provoca la trasformazione.
Saya Irino (納野 サヤ?, Irino Saya)
Doppiata da: Mamiko Noto (ed. giapponese), Rachele Paolelli (ed. italiana).
Consulente scolastica presso la scuola di Mato. Nonostante affermi di offrire consigli agli studenti che stanno attraversando momenti difficili, sembra piuttosto esercitare una forte pressione psicologica sugli studenti, strumentalizzando i loro problemi per renderli instabili, benché inizialmente non sia chiaro il perché si comporti in questo modo. Il suo alter ego è Black Gold Saw.
Kagari Izuriha (出灰 カガリ?, Izuriha Kagari)
Doppiata da: Eri Kitamura (ed. giapponese), Eva Padoan (ed. italiana).
Amica di infanzia di Yomi. Quand'era più piccola rimase vittima di un incidente mentre inseguiva l'amica. divenne completamente e volontariamente "capo" di Yomi le ordina tutto ciò che deve fare, al punto di muoversi su una sedia a rotelle benché non fosse necessario. Grazie a Mato e Yomi, e alla morte del suo alter ego Chariot, riuscirà a farsi altre amiche, rendendo però Yomi gelosa.
Hiro Kuroi (ヒロ 黒い?, Kuroi Hiro)
Doppiato da: Misaki Kuno (ed. giapponese), Tito Marteddu (ed. italiana).
Fratello minore di Mato.
Madre di Mato
Doppiata da: Kazusa Murai (ed. giapponese), Emilia Costa (ed. italiana).
La madre di Mato.
Arata Kohata (小幡 アラタ?, Kohata Arata)
Doppiata da: Manami Numakura (ed. giapponese), Elena Perino (ed. italiana)
Senpai di Mato e Yu nel club di basketball. È una ragazza energica ed amichevole, punto di riferimento per le compagne, ma ha l'abitudine a reprimere le proprie emozione e non mostrarsi debole davanti agli altri. Ha una cotta per un ragazzo ma non osa dichiararsi.
Madre di Yomi
Doppiata da: Tomoe Hanba (ed. giapponese), Antonella Rinaldi (ed. italiana)
La madre di Yomi.
Taku Nameraji (たく なめらじ?, Nameraji Taku)
Doppiato da: Yoshitsugu Matsuoka (ed. giapponese), Federico Bebi (ed. italiana)

## Media

### Canzone
Le origini di Black Rock Shooter vengono fatte risalire ad una illustrazione intitolata Black Rock Shooter dell'artista Huke, che la postò sul proprio blog e la community online Pixiv il 26 dicembre 2007. Ryo dei Supercell fu ispirato dall'illustrazione e realizzò il brano Black Rock Shooter basato sul personaggio, usando il sintetizzatore Vocaloid Hatsune Miku. Huke nuovamente realizzò le illustrazioni utilizzate nel video musicale del brano, che fu reso disponibile sul sito di video sharing Nico Nico Douga il 3 luglio 2008, e che in poco più di un anno ha totalizzato circa 2.2 milioni di visualizzazioni.

### OAV

Black Rock Shooter nel cimitero, tratto dall'OAV.

Prodotto dallo studio Yutaka Yamamoto Ordet e diretto da Shinobu Yoshioka, un original video animation (OVA) basato su Black Rock Shooter e sul suo video musicale è stato annunciato il 22 agosto 2009. Dopo una "Pilot Edition" dell'anime pubblicata il 30 settembre 2009 e consistente di tre video musicali, l'OAV di Black Rock Shooter sottotitolato in sette lingue, è stato pubblicato il 24 luglio 2010. La sigla finale è Braveheart cantata dai THE GOMBAND.

### Serie televisive

Logo della serie del 2012

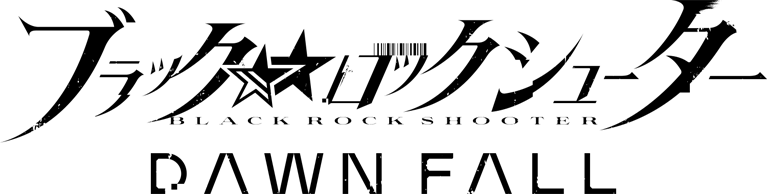
Logo della serie del 2022

Una serie televisiva di otto episodi di Black Rock Shooter, sempre prodotta dalla studio Ordet, è iniziata su Fuji TV il 3 febbraio 2012, trasmessa in streaming sottotitolata in otto lingue diverse il giorno dopo la sua trasmissione originale e si è conclusa il 23 marzo 2012. La serie è diretta da Shinobu Yoshioka, con sceneggiatura di Mari Okada, character design di Yusuke Yoshigaki e direzione della computer grafica di Hiroyuki Imaishi. La sigla d'apertura è Black Rock Shooter (ブラック★ロックシューダー?, Burakku Rokku Shūtā) dei Supercell cantata da Hatsune Miku. mentre quelle di chiusura sono rispettivamente Bokura no ashiato Pf ver. (僕らのあしあと Pf ver. Our Footsteps Pf ver.?) dei Supercell cantata da Koeda e Bokura no ashiato (Our Footprints) dei supercell.
Il 16 settembre 2021 è stata annunciata una nuova serie televisiva anime intitolata Black Rock Shooter: Dawn Fall, che ha una trama simile a quella del gioco. È prodotta da Bibury Animation Studios e Bibury Animation CG e diretta da Tensho, con la sceneggiatura scritta da Makoto Fukami in collaborazione con Ryō Yoshigami. Il character design è di Masayuki Nonaka e Yō Nakagawa, i quali svolgono entrambi anche il ruolo di direttori dell'animazione. È stata trasmessa in Giappone dal 3 aprile al 19 giugno 2022 su Tokyo MX e altre reti affiliate. La sigla d'apertura è Aseed cantata da Zaq mentre quella di chiusura è Before the Nightmare di Kanako Takatsuki. La serie viene distribuita a livello internazionale su Disney+. In Italia è stata pubblicata sul catalogo della piattaforma dal 2 novembre 2022 al 4 gennaio 2023.

#### Episodi

##### Black Rock Shooter(2012)
| Nº | Titolo italiano Giapponese 「Kanji」 - Rōmaji                                                           | In onda          | In onda       |
| Nº | Titolo italiano Giapponese 「Kanji」 - Rōmaji                                                           | Giapponese       | Italiano      |
| 1  | Quante volte ancora dovrò gridare? 「あとどれだけ叫べばいいのだろう」 - Ato doredake sakebu ii no darō? | 2 febbraio 2012  | 5 maggio 2014 |
| 2  | Il cielo che abbraccia l'alba splendente 「夜明けを抱く空」 - Yoake o idaku sora                        | 9 febbraio 2012  | 5 maggio 2014 |
| 3  | Non posso trattenere le lacrime 「こらえた涙があふれそうなの」 - Koraeta namida ga afure sōna no        | 16 febbraio 2012 | 5 maggio 2014 |
| 4  | Il mondo che ho sognato sta finendo 「いつか夢見た世界が閉じる」 - Itsuka yumemiru sekai ga tojiru      | 23 febbraio 2012 | 5 maggio 2014 |
| 5  | Black★Rock Shooter 「ブラック★ロックシューター」 - Black★Rock Shooter                                   | 1º marzo 2012    | 5 maggio 2014 |
| 6  | L'improbabile speranza 「あるはずもないあの時の希望」 - Aru hazu mo nai ano toki no kibō                | 8 marzo 2012     | 5 maggio 2014 |
| 7  | La preghiera alle stelle delle tenebre 「闇を駆ける星に願いを」 - Yami o kakeru hoshi ni nugai o        | 15 marzo 2012    | 5 maggio 2014 |
| 8  | Oltre questo mondo 「世界を超えて」 - Sekai o koete                                                     | 23 marzo 2012    | 5 maggio 2014 |

##### Black Rock Shooter: Dawn Fall(2022)
| Nº | Titolo italiano Giapponese 「Kanji」 - Rōmaji                                            | In onda        | In onda          |
| Nº | Titolo italiano Giapponese 「Kanji」 - Rōmaji                                            | Giapponese     | Italiano         |
| 1  | Il buono, il brutto, la macchina 「The Good, The Bad & The Mechanics」                   | 3 aprile 2022  | 2 novembre 2022  |
| 2  | Shooter incontra l'hacker 「Shooter Meets Hacker」                                       | 10 aprile 2022 | 2 novembre 2022  |
| 3  | L'abile cecchino 「Master Sniper」                                                       | 17 aprile 2022 | 2 novembre 2022  |
| 4  | Io non mi arrenderò 「Black falls down a hole」                                          | 24 aprile 2022 | 9 novembre 2022  |
| 5  | Bevi perché sei felice 「Drink because you are happy」                                   | 1º maggio 2022 | 16 novembre 2022 |
| 6  | Crollo 「Collapse」                                                                      | 8 maggio 2022  | 23 novembre 2022 |
| 7  | La biblioteca commemorativa delle forze di pace 「Peacebuilding Force Memorial Library」 | 15 maggio 2022 | 30 novembre 2022 |
| 8  | Attraverso oceani di ferro 「Crossing Iron Oceans」                                      | 22 maggio 2022 | 7 dicembre 2022  |
| 9  | Per metà macchina 「Half Mechanic」                                                      | 29 maggio 2022 | 14 dicembre 2022 |
| 10 | Titanomachia 「Titanomachia」                                                            | 5 giugno 2022  | 21 dicembre 2022 |
| 11 | La luna è una severa padrona 「The Moon Is a Harsh Mistress」                            | 12 giugno 2022 | 28 dicembre 2022 |
| 12 | Black Rock Shooter 「Black Rock Shooter」                                                | 19 giugno 2022 | 4 gennaio 2023   |

### Videogiochi
Un videogioco di ruolo intitolato Black Rock Shooter: The Game (ブラック★ロックシューター THE GAME?, Burakku Rokku Shūtā Za Gēmu) è stato sviluppato da parte della Imageepoch per PlayStation Portable ed è stato reso disponibile nell'estate 2011.
Un videogioco per browser Petite Rock Shooter (ぷちっと★ロックシューター?, Puchitto Rokku Shūtā) fu pubblicato su Nico Nico Douga il 9 marzo 2011, il titolo in questione presenta delle illustrazioni di CHAN×CO. Imageepooch ha in seguito sviluppato un altro capitolo della serie per iOS, Petite Rock Shooter: Pursue the Mystery of the Sexy Planet! (ぷちっと★ロックシューター セクシー惑星の謎を追え！?, Puchitto Rokku Shūtā: Sekushī wakusei no nazo wo oe) e lo ha reso disponibile nel settembre 2012.
Alcuni elementi di Black Rock Shooter furono distribuiti per la versione giapponese di PlayStation Home. Inoltre i personaggi della serie appaiono anche nel videogioco per PSP Nendoroid Generation, sviluppato da Namco Bandai, Good Smile Company e Banpresto, il quale si basa sulle linea di action figure Nendoroid. Uscì il 23 febbraio 2012.

### Manga
Un fumetto yonkoma intitolato Black Rock-chan (ブラック★ロックちゃん?, Burakku Rokku-chan), ed illustrato da Ringo, è stato serializzato dal numero di aprile 2011 della rivista 4-Koma Nano Ace della Kadokawa Shoten. La serie ha come protagonisti delle versioni super-deformed di Black Rock Shooter e Dead Master, rispettivamente chiamati Rock-chan e De-chan.
Un altro manga di Sanami Suzuki, intitolato Black Rock Shooter: Innocent Soul (ブラック★ロックシューター -イノセントソウル-?, Burakku Rokku Shūtā: Inosento Souru) viene serializzato dal numero di luglio 2011 della rivista Young Ace sempre della Kadokawa Shoten. In Italia fu pubblicato da Panini Comics sotto l'etichetta Planet Manga nella collana Manga Blade tra il gennaio ed il marzo 2014. La storia si svolge ad Hazama, un mondo che si trova fra il paradiso e la Terra, dove vagano le anime impure che non possono andare in paradiso perché perennemente in guerra.
| Nº | Data di prima pubblicazione | Data di prima pubblicazione | Data di prima pubblicazione |
| Nº | Giapponese                  | Giapponese                  | Italiano                    |
| -- | --------------------------- | --------------------------- | --------------------------- |
| 1  | 1º novembre 2011            | ISBN 978-4-04-120045-2      | 25 gennaio 2014             |
| 2  | 27 dicembre 2011            | ISBN 978-4-04-120046-9      | 28 febbraio 2014            |
| 3  | 31 maggio 2012              | ISBN 978-4-04-120284-5      | 22 marzo 2014               |

Fu inoltre annunciata una serie manga che trattava le vicende narrate nel videogioco Black Rock Shooter: The Game. Quest'ultimo fu pubblicato nel corso del 2011 in Giappone mentre in Italia fu pubblicato da Panini Comics sotto l'etichetta Planet Manga nella collana Manga Blade tra l'aprile ed il maggio 2014.
| Nº | Data di prima pubblicazione | Data di prima pubblicazione | Data di prima pubblicazione |
| Nº | Giapponese                  | Giapponese                  | Italiano                    |
| -- | --------------------------- | --------------------------- | --------------------------- |
| 1  | 8 febbraio 2012             | ISBN 978-4-04-120126-8      | 19 aprile 2014              |
| 2  | 21 settembre 2012           | ISBN 978-4-04-120400-9      | 24 maggio 2014              |